# 善光寺駅
善光寺駅（ぜんこうじえき）は、山梨県甲府市善光寺一丁目にある、東海旅客鉄道（JR東海）身延線の駅。甲斐善光寺の最寄り駅である。
通常は普通列車のみが停車するが、甲斐善光寺の参詣が多い時期には特急「ふじかわ」が臨時停車する場合もある。

## 歴史
当駅開業前、併走する中央本線に2箇月間のみ仮停車場（臨時駅）が開設されたことがあった。

### 年表
- 1917年（大正6年）
  - 4月5日：鉄道院中央本線石和 - 甲府間に甲斐善光寺仮停車場が開設[2]。
  - 6月4日：甲斐善光寺仮停車場廃止[2]。
- 1928年（昭和3年）3月30日：市川大門 - 甲府間開通時に、富士身延鉄道の善光寺停留場として開設[1]。
- 1938年（昭和13年）10月1日：鉄道省（国鉄の前身）が借上げ[1]。同時に善光寺駅に昇格し、貨物取扱開始[3]。
- 1941年（昭和16年）5月1日：国有化、鉄道省身延線の駅となる[1]。
- 1960年（昭和35年）11月1日：貨物取扱廃止[3]。
- 1983年（昭和58年）4月10日：無人駅化[4]。
- 1987年（昭和62年）4月1日：国鉄分割民営化に伴い、JR東海の駅となる[1]。
- 2025年（令和7年）10月1日：ICカード「TOICA」の利用が可能となる（予定）[5][6]。

## 駅構造
単式ホーム1面1線を有する地上駅。かつては駅員が配置され駅舎も存在したが、1983年（昭和58年）に無人化され、その後駅舎が火災により焼失した。現在は、建築物としては土手の上のホームに行くための屋根付階段と、ホーム上にある小さな待合所があるのみとなっている。
かつてはホーム上に男女兼用トイレがあったが撤去されたため、現在当駅にトイレは無い。そのため、当駅発のさわやかウォーキングなどのイベントが開催されて多数の乗降客が予想される場合、列車内のトイレで予め用を済ませるよう、当駅到着前に車内放送で注意告知されることがある。
南甲府駅管理の無人駅である。
線路はカーブで築堤の上を走っており、列車4両分の長さのホームがその脇にある。ホームがあるのは線路北側である。身延線が中央本線から分かれて南に進み始めるすぐの場所にあるので、当駅と中央本線列車双方からお互いが見える。
ホームから外へは階段若しくは坂道で築堤を下る。駅の周りの土手にはサクラ及びアジサイが植えられている。

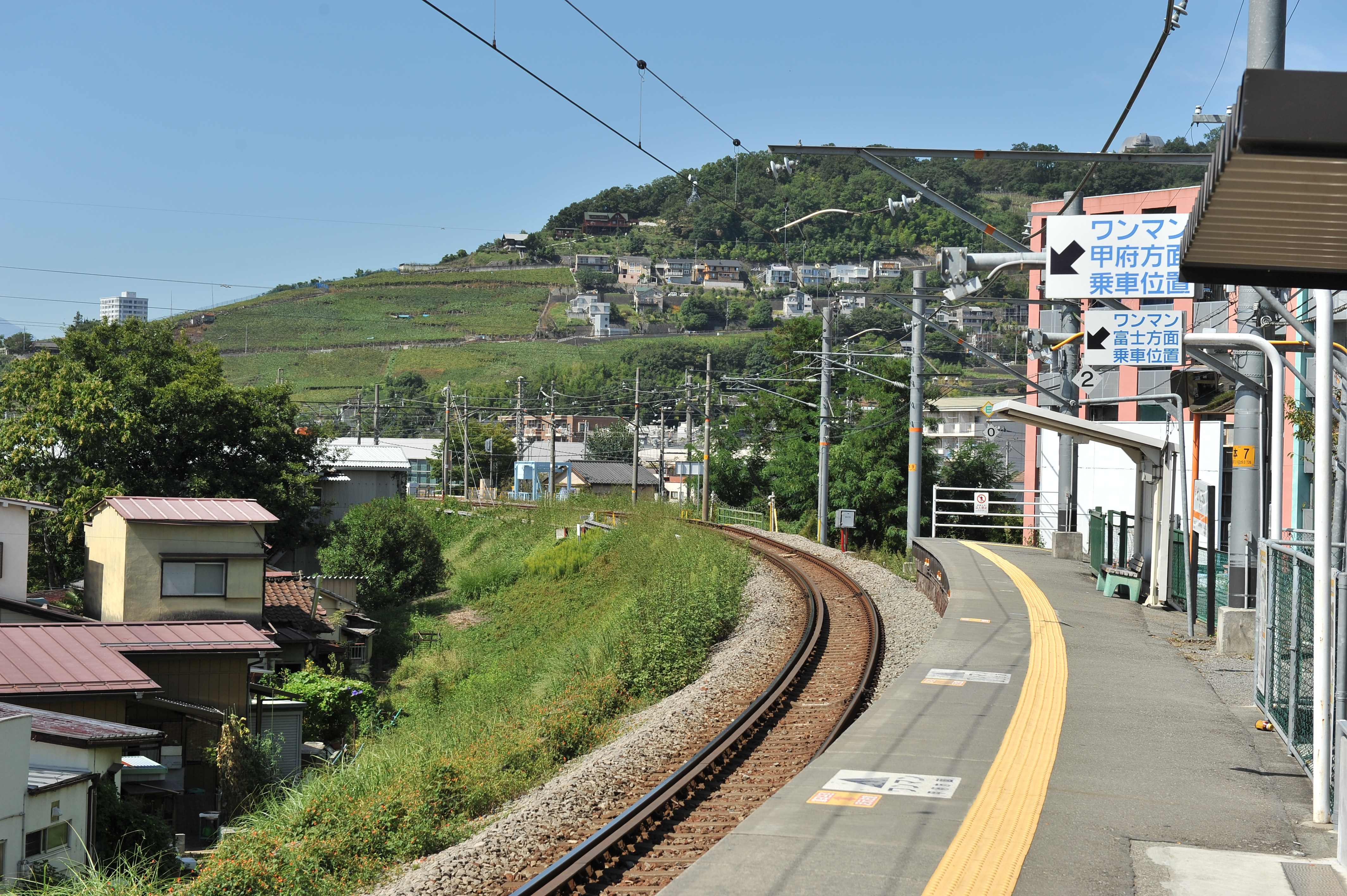
ホーム（2012年9月）

## 利用状況
1日平均乗車人員は以下の通り。
| 乗車人員推移 | 乗車人員推移 |
| 年度         | 1日平均人数  |
| ------------ | ------------ |
| 2006         | 306          |
| 2007         | 331          |
| 2008         | 350          |
| 2009         | 346          |
| 2010         | 340          |
| 2011         | 353          |
| 2012         | 357          |
| 2013         | 374          |
| 2014         | 377          |
| 2015         | 408          |
| 2016         | 414          |
| 2017         | 406          |
| 2018         | 426          |

## 駅周辺

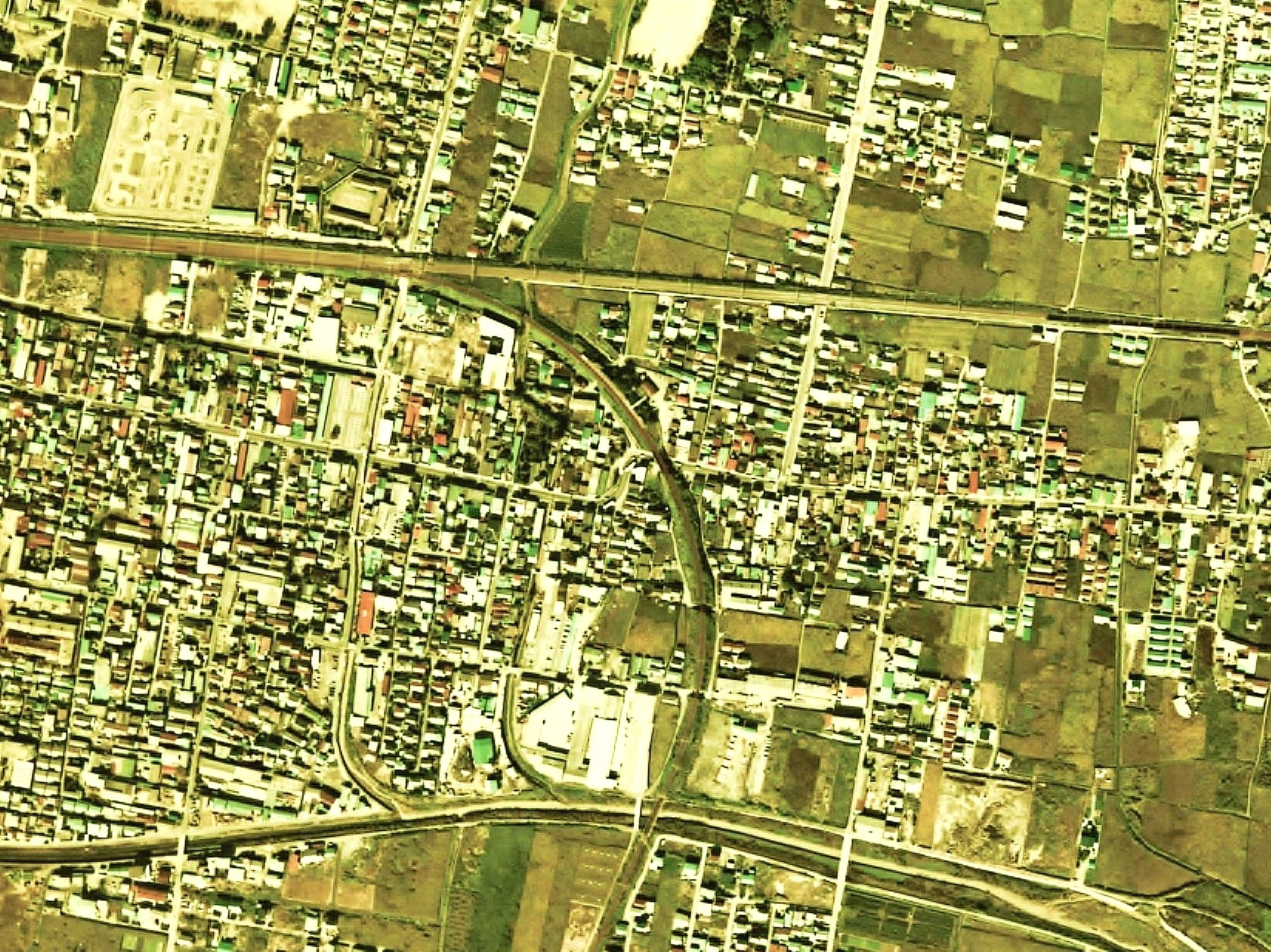
善光寺駅付近の空中写真。画像中央、鉄道（身延線）との交差部の左側がクランク状になっているのが分かる。（1975年撮影）

築堤の上に設けられた駅を出ると、身延方面の列車はそのまま駅の南方で下を走る国道411号（甲州街道）を鉄橋で渡ることになる。当駅は国道からは小さな路地を入ったところにあり、国道からは位置が大変分かりにくいため、この鉄橋には「善光寺駅」と書かれた看板とペイントが掲げられている。
ホームからは、鍵形（クランク状）に曲がっている甲州街道（城東通り）が見える。道路が鍵形に曲がっていることを鍵の手と言い、これは城下町の道作りの基本とのことである。
国道に出て左に100m程行くと、北側に分岐する道があるが、これが甲斐善光寺の参道である。今はこの辺りにも住宅が立ち並んでいるが、一直線に善光寺に向かう参道が昔の面影を残している。参道へ向かう途中、中央本線のガード下付近に地蔵が祀られており、ガード下地蔵と呼ばれている。
参道を500m程行くと甲斐善光寺に至る。甲斐善光寺へは中央本線酒折駅からも近いが、当駅からの方が道は分かりやすい。
- 山梨県道109号善光寺線
- 甲府市立里垣小学校
- 甲府市立善誘館小学校
- 甲府市立東中学校
- 山梨県立甲府東高等学校
- 山梨学院中学高等学校
- 山梨学院小学校
- 城東病院
- 甲府東光寺郵便局
- 甲府善光寺郵便局
- 山梨県地場産業センター（かいてらす）
- 酒折駅 - 東へ700m

## バス路線
身延線の高架と交差する地点の国道411号上に一般路線バス及び中央高速バスのバス停留所がある。停留所名は山梨交通の一般路線バスが「善光寺入口」、富士急バスの一般路線バスと中央高速バスが「善光寺」となっている。
- 山梨交通（敷島営業所）
  - 90：御所循環
  - 91：山梨英和大学
  - 98：石和温泉駅 / 甲府駅
  - 90・98：敷島営業所
- 富士急バス（本社営業所、甲府営業所）
  - K2：富士山駅 / 甲府駅
- 山梨交通・富士急バス・京王バス
  - 中央高速バス甲府線：バスタ新宿（南口）

## 隣の駅
東海旅客鉄道（JR東海）
CC 身延線
南甲府駅 - 善光寺駅 - 金手駅